# Belgiens Grand Prix 1996
Belgiens Grand Prix 1996 var det trettonde av 16 lopp ingående i formel 1-VM 1996.

## Resultat
1. Michael Schumacher, Ferrari, 10 poäng
2. Jacques Villeneuve, Williams-Renault, 6
3. Mika Häkkinen, McLaren-Mercedes, 4
4. Jean Alesi, Benetton-Renault, 3
5. Damon Hill, Williams-Renault, 2
6. Gerhard Berger, Benetton-Renault, 1
7. Mika Salo, Tyrrell-Yamaha
8. Ukyo Katayama, Tyrrell-Yamaha
9. Ricardo Rosset, Footwork-Hart
10. Pedro Lamy, Minardi-Ford

### Förare som bröt loppet
- David Coulthard, McLaren-Mercedes (varv 37, snurrade av)
- Martin Brundle, Jordan-Peugeot (34, motor)
- Eddie Irvine, Ferrari (29, växellåda)
- Rubens Barrichello, Jordan-Peugeot (29, upphängning)
- Pedro Diniz, Ligier-Mugen Honda (22, elsystem)
- Jos Verstappen, Footwork-Hart (11, olycka)
- Heinz-Harald Frentzen, Sauber-Ford (0, kollision)
- Johnny Herbert, Sauber-Ford (0, kollision)
- Olivier Panis, Ligier-Mugen Honda (0, kollision)

### Förare som ej kvalificerade sig
- Giovanni Lavaggi, Minardi-Ford

## VM-ställning
| Förarmästerskapet 1. Damon Hill, Williams-Renault, 81 2. Jacques Villeneuve, Williams-Renault, 68 3. Michael Schumacher, Ferrari, 39 | Konstruktörsmästerskapet 1. Williams-Renault, 149 2. Benetton-Renault, 55 3. Ferrari, 48 |